# BYD L3
BYD L3 (укр. БІД L3) - передньопривідний автомобіль класу «C» китайської компанії BYD. 
Прем'єра моделі відбулася в рамках автосалону в Пекіні навесні 2010 року.

## Опис

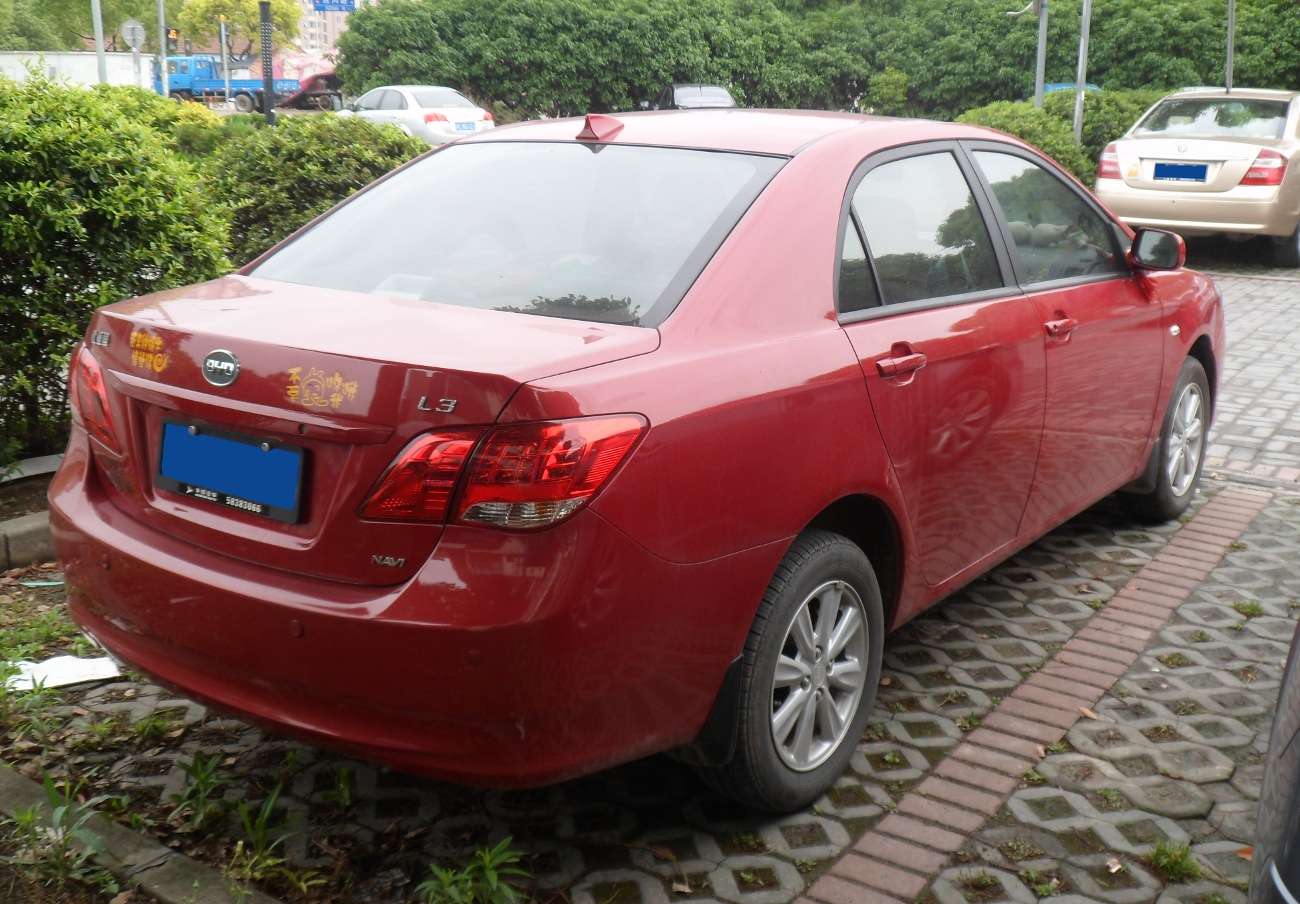
BYD L3

Як і G3, BYD L3 схожий на Toyota Corolla E120. Як задня підвіска використовується торсіонна балка, попереду встановлені стійки McPherson, а гальма на всіх колесах - дискові. Важить автомобіль близько 1200 кг, маючи 4568 мм довжини, 1716 мм ширини, 1480 мм висоти і 2615 мм колісної бази.
Серед обладнання, доступного для L3, є системи ABS + EBD, подушки безпеки, електропакет, система безключового доступу, супутникова навігація з голосовим сповіщенням, 15-дюймові легкосплавні диски і т.д. Частина устаткування доступна в базовій комплектації, частина - у вигляді опцій.
Під капотом L3 може бути встановлений один з двох бензинових двигунів. 1,5-літровий агрегат видає 106 к.с. потужності при 5800 об/хв і 144 Нм крутного моменту при 4800 об/хв. 1,8-літровий мотор видає 121 к.с. при 6000 об/хв. Максимальна швидкість автомобіля в обох випадках становить 170 км/год.
Що стосується трансмісії, то двигун з меншим об'ємом комплектується 5-ступінчастою механічною коробкою передач, а в парі з агрегатом об'ємом 1,8 літра працює варіатор.
З 2013 року на території України BYD L3 продається під назвою BYD F3.